# Чечевиця чагарникова
Чечевиця чагарникова (Carpodacus davidianus) — вид горобцеподібних птахів родини в'юркових (Fringillidae). Ендемік Китаю. Вид названий на честь французького місіонера і зоолога Армана Давида. Раніше вважався підвидом гімалайської чечевиці.

## Опис
Довжина птаха становить 13-15 см. Чагарникові чечевиці є схожими на гімалайських чечевиць, однак хвіст у них більш короткий, дзьоб міцніший, "брови" більш широкі і чіткі, крила іншої форми, нижня частина тіла світліша, більш контрастна. У самців лоб і обличчя темно-червоні, нижня частина тіла рожева, верхня частина тіла коричнева. У самиць нижня частина тіла білувато-сіра. Очі червонувато-карі, дзьоб жовтуватий, біля основи темно-сірий, лапи тілесного кольору.

## Поширення і екологія
Чагарникові чечевиці поширені на півночі Центрального Китаю, на південному сході Внутрішньої Монголії, на півночі Хубею, Шаньсі і Шеньсі. Вони живуть у високогірних чагарникових заростях. Живляться переважно насінням.